# 貨車移動機

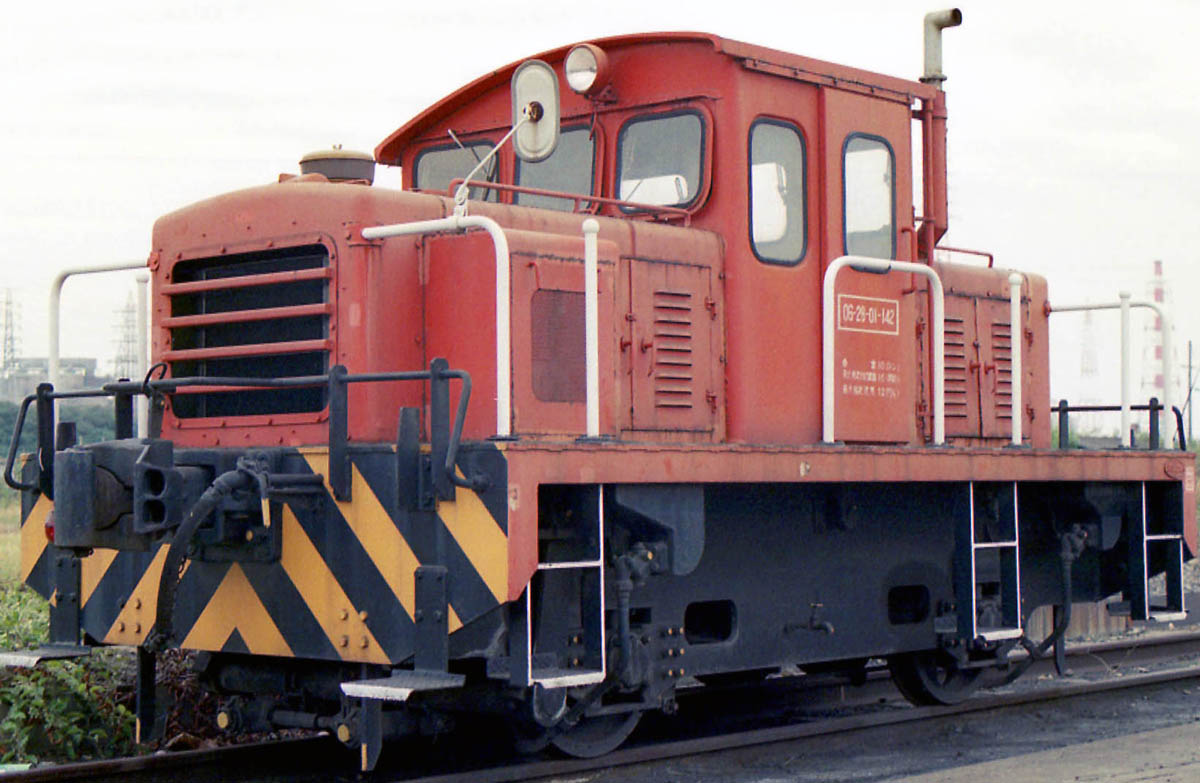
国鉄F6形10トン貨車移動機。飾磨港駅にて使用されていたもの。輸送時に備え、ボンネット上の排気管上部が取り外し式になっていることに注意。

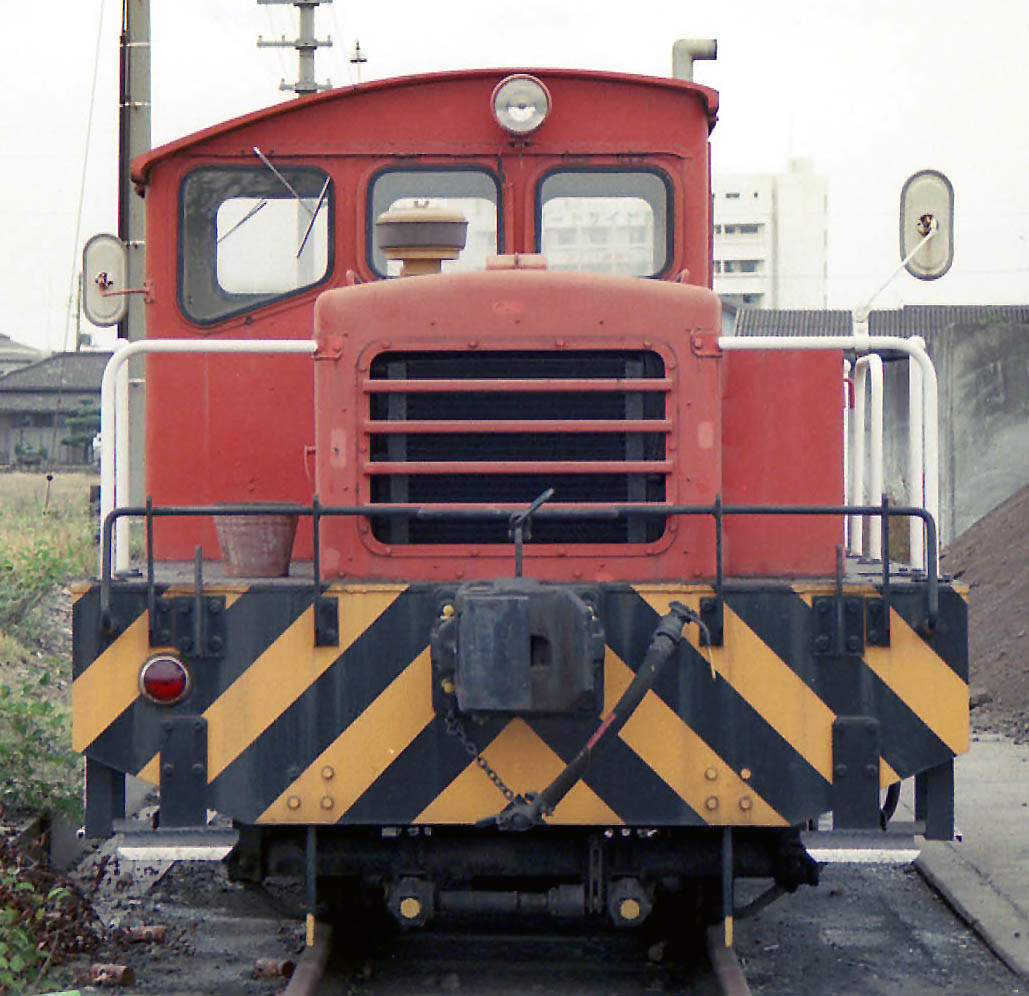
国鉄F6形10トン貨車移動機の妻面。

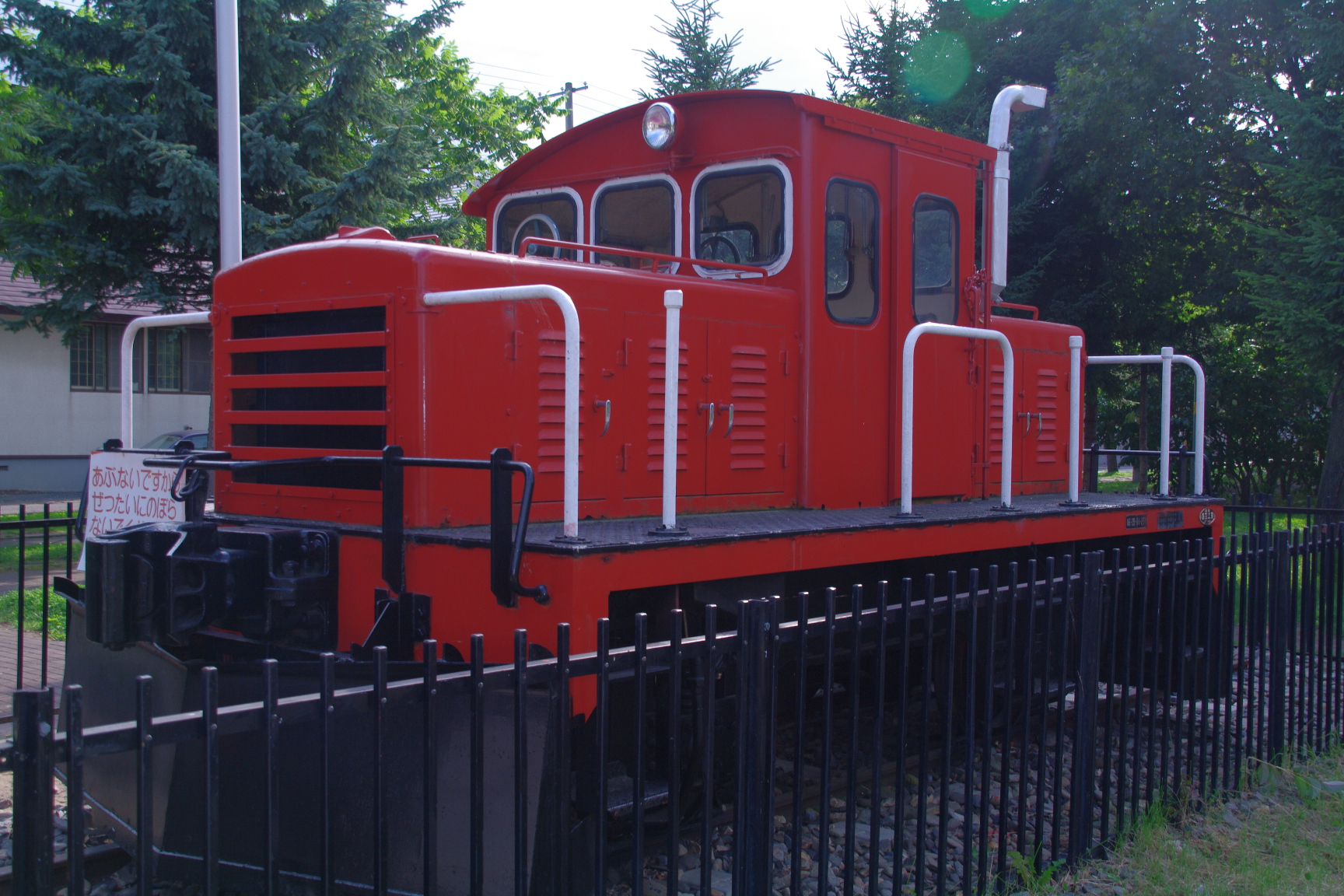
北見市内で保存されている貨車移動機。DB12形と通称されている。

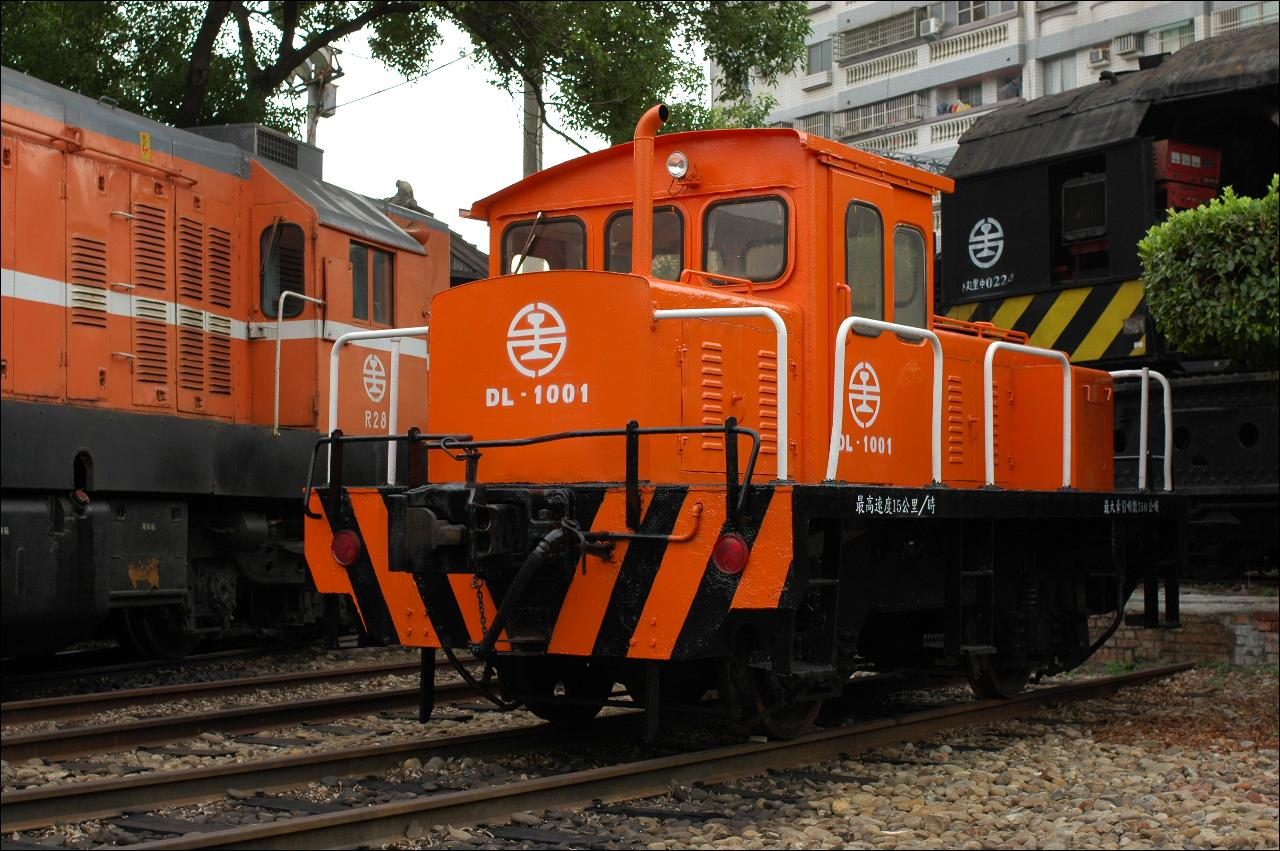
台湾鉄路管理局DL-1001型機関車。国鉄で使用されていた貨車移動機と同タイプであるが、車籍登録されている。（彰化機務段）

貨車移動機（かしゃいどうき）とは日本国有鉄道（国鉄）が開発・使用した、駅構内の貨物側線などで貨車の入換作業をするための機械のことである。入換動車（いれかえどうしゃ）ともいう。

## 概要
国鉄で機関車を使用せず人力などで行なわれていた小規模な入換作業を機械化すべく、1950年代前半に開発が開始され、1950年代中盤以降量産されて、貨物取り扱いのある国鉄の主要駅に配置、使用された。
2015年現在も日本貨物鉄道（JR貨物）が使用しているが、貨物輸送のコンテナ化などにより、使用される両数は国鉄時代に比べ極めて少なくなっている。また国鉄・JR以外では日本通運などの所有する類型機も「貨車移動機」と呼ばれることがある。
一方で貨車の移動ではないが、各鉄道会社では車両基地や車両工場で無動力車両の移動に多用されている。
実用されたものは小型内燃機関車の形態で、スイッチャーの一つであるが、車籍のない「機械」という扱いなので正式な鉄道車両ではない。このため本線上の走行は通常行なわず、検査などで移動の必要がある時は貨車による鉄道輸送か、トレーラートラックに積載されて道路輸送が利用される。
また、DE10形ディーゼル機関車のような本線走行可能な機関車を貨車移動機という扱いで運用することも増えている。これは貨車移動機とすることで検査周期が伸ばせるなどのメリットがあるためである。詳しくは「国鉄DE10形ディーゼル機関車#運用の変遷・現況」のJR貨物の項を参照。
モーターカーと混同されることがあるが、貨車移動機は駅構内の貨車入換用動力車であり、モーターカーは保線作業用動力車である。この用途の違いから、貨車移動機は最高速度が15-25km/h程度と低い（モーターカーは45km/h程度）代わりに牽引力は遥かに大きい。また、モーターカーは軌道回路に影響を与えないよう車輪は絶縁車輪を用いているが、貨車移動機はその必要がなく、むしろ軌道回路で検知できることが必要であり通常の車輪を使用している。
共通の基本設計に基づいて製作された貨車移動機とモーターカーも存在するが、仕様は明確に区別されている。

## 種類と構造
貨車移動機は様々な大きさのものが製造された。また同じ大きさのものでも改良により性能等が変化した場合、形式区分も行なわれている。代表的なものは5トン機（C2 - C8形）、8トン機（E1 - E7形）、10トン機（F1 - F6形）、20トン機等があり、試作機など特異車も存在した。また、ラッセルやロータリーを装備した除雪用のもの（排雪用モーターカーとは異なり駅構内でのみ使用される）もある。
動力源としては、開発初期には適当な動力源が無かったことから充電池による蓄電池式電気機関車として試作されたが、これは充電池の取り扱いの問題もあって普及せず、ガソリンエンジン搭載の内燃機関車へ移行してC2形で本格量産が開始され、その後小型ディーゼルエンジンの一般化によりディーゼルエンジン搭載へ移行している。
内燃動力機については当初、機械式変速機を採用したが、1953年のE2形試作車での試用結果を受けて1954年度からは液体変速機搭載へ移行した。また、初期のものは連結棒（ロッド）により各動軸を駆動したが、これも後にチェーン連動やユニバーサルジョイントとスプライン継手による方式などへ移行している。
1980年には、省力化を図るため製鉄所の構内専用機関車のような無線操縦方式の導入が検討され、試作機が製作されて試用が続けられたが、実用化には至っていない。